# 寺島健
寺島 健（てらしま けん、1882年（明治15年）9月23日 - 1972年（昭和47年）10月30日）は、日本の海軍軍人、政治家。海軍中将で予備役となったのち、東條内閣で逓信大臣、鉄道大臣を務めた。

## 生涯

### 寺島家
戦国時代は武田信虎に仕え、江戸時代中期以降、紀州徳川家御付家老安藤家家中であった。父寺島良業は和歌山県庁に勤務し、寺島はその四男である。妻は尾本知道の四女悦子 。

### 海軍軍人
和歌山中学に進んだ寺島は、中学の先輩で海軍兵学校に在籍していた岡本米次郎、野村吉三郎の生徒服姿に憧れ、海軍兵学校への進学を決めた。志願者1374名中合格者は200名で、中学四年修了で受験した寺島の席次は16番であった。寺島は学年が進むとともに席次を上げ、卒業席次は4番である。1903年（明治36年）12月に卒業した海兵31期生の同期生には、生涯にわたる親友となった長谷川清らがいる。

#### 日露戦争
海兵31期生は練習艦隊で実務訓練を開始するが、日露対立の激化によって練習艦隊は解散となる。日露戦争における寺島は、連合艦隊参謀殖田謙吉らが戦死した際に秋山真之を補佐するため一時的に「三笠」乗組みとなった時期を除き、第一艦隊第一戦隊所属の「敷島」乗組みとして従軍し、旅順口攻撃、黄海海戦、日本海海戦を戦った。「初瀬」、「八島」が触雷した際は、短艇指揮者として生存者救出に功績がある。戦後の行賞で勲六等単光旭日章を授与されている。

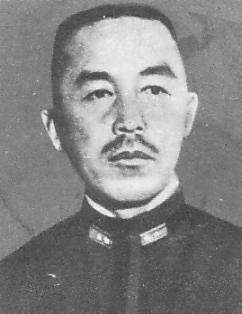
一期後輩の堀悌吉。寺島の第六号潜水艇長時代の事故で、救難作業にあたった一人が堀悌吉中尉であった。両名は軍務局長、駐仏武官、第二艦隊参謀長の軍歴を同じくし、大角人事でともに予備役となる。寺島の後任たる浦賀ドック社長でもあった。 東條内閣海相の嶋田繁太郎は、「堀などが海軍大臣として在任していれば・・・」と述べている。

#### 潜水艇
「鹿島」回航員として31期首席の枝原百合一とともに英国出張し、砲術士を務める。上司の砲術長山岡豊一から信頼を受け、寺島は山岡夫人の妹悦子と結婚することとなる。日本に帰還後は潜水艇導入の功労者である井出謙治の勧めで、草創期の潜水艇隊に勤務する。「第六号潜水艇」の艇長などを務めるが、半潜航時に海水流入による事故に遭い、機関兵曹の機転で浮上に成功している。寺島は事故原因となったベンチレーターの改良を図り、またベンチレーターのバルブに配員するなどの事故防止策をとったが、「第六号潜水艇」では後任者の佐久間勉艇長時代に殉職事故が起きた。寺島は佐久間の死を悼みつつ、ベンチレーターへ配員していなかったことなどを指摘している。

#### 航海専攻士官・海軍大学校
海軍大学校乙種、同専修科を経て航海専攻士官となり「対馬」、「千歳」で航海長を、第三艦隊参謀を歴任した。海軍大学校甲種には海兵31期の第一選抜で合格し、長谷川、加藤隆義、米内光政らが同期である。寺島自身の言によれば海大時代の成績は優れていたわけではない。寺島の伝記はその理由に教官に迎合しなかったことを挙げている。在学中に少佐へ進級し、卒業後は軍令部参謀に補される。

#### 第一次世界大戦期
第一次世界大戦では第二班長佐藤鉄太郎の指示を受けて軍令部在籍のまま第一南遣枝隊（山屋他人司令官）参謀として出征した。第一南遣枝隊は独東洋艦隊捜索のため南洋方面を行動したが、会敵はしていない。一次大戦では、寺島の中学同窓生で、海兵同期の首席入校者であった谷井徳之助少佐が戦死している。1916年（大正5年）2月に仏駐在を命じられ、次いで武官補佐官となる。寺島は仏語の習得に努めつつ、仏海軍潜水艦の調査、報告を行っている。日本への帰還は米経由で、駐米武官野村吉三郎、同補佐官長谷川清と再会した。帰国後「平戸」副長として海上勤務につく。副長は艦長を補佐する役割で、艦の実務を取り仕切る。寺島在任時の「平戸」は好成績を収め、所属する第二艦隊（山屋他人司令長官）から褒状を受けた。

#### 皇太子の欧州訪問
昭和天皇は皇太子時代に、欧州訪問を行っているが、その御召艦として「香取」、供奉艦には「鹿島」が選ばれる。寺島はこの2艦からなる部隊（第三艦隊）の先任参謀に選抜された。部隊トップは国際経験に富む小栗孝三郎司令長官、他の幹部は長距離航海であることを考慮して寺島のほか田口久盛参謀長、「香取」艦長漢那憲和と航海専攻士官が選ばれている。先任参謀たる寺島は計画立案にあたり、ほぼ半年にわたったこの訪問は成功裡に終わった。寺島は海軍大学校教官を一年務め、1922年（大正11年）12月に大佐へ進級し、駐仏武官に補される。約2年の在任中にヴェルサイユ平和条約実施委員を務め、北白川宮成久王の事故処理にも携わった。

#### 艦隊参謀長
1924年（大正13年）12月、海軍省副官に補され、約二年在任するが、この時期の活動については後述する。「山城」艦長を経て1927年（昭和2年）12月に少将へ昇進し第二艦隊参謀長を一年、翌年12月から一年第一艦隊兼連合艦隊参謀長を務める。連合艦隊参謀長は激務であることから十分な体力を持ち、さらに作戦、戦闘指揮能力に優れた人物が補職される職位である。第二艦隊時代は吉川安平、大谷幸四郎、連合艦隊時代は谷口尚真の各司令長官を補佐し、角田覚治は両司令部でも寺島の部下である。連合艦隊時代には訓練中に第一航空戦隊（高橋三吉司令官）の「赤城」（山本五十六艦長）、「鳳翔」（原五郎艦長）に所属する航空機が、天候急変のため帰還できず6名が殉職する事故が起きた。寺島は進退伺いを提出したが、谷口長官は却下した。なお谷口、寺島司令部を、当時の連合艦隊旗艦「陸奥」の艦長であった吉田善吾は批判している。その内容は参謀長は参謀をもっと指導しなければならないという趣旨である。ただし「陸奥」砲術長は寺島が岩下保太郎以下の参謀をよく統率し、参謀たちは寺島に敬服していたと述べている。

#### 海軍省
先任副官
寺島の海軍中央での履歴は軍令系統であったが、1924年（大正13年）12月に海軍省先任副官に補される。この配置は海相の決裁書類すべてに関与する軍政上の重要配置であった。寺島在任時に国会で憲法12条が問題となった。花井卓蔵貴族院議員は 天皇は陸海軍の編成及常備兵額を定む（編成大権、軍政大権） に対する輔弼責任者は誰であるかを質問し、陸海軍は答弁書を作成することとなる。12条は11条 天皇は陸海軍を統帥す（統帥大権） と密な関係にあり、また実際問題として軍政事項と軍令事項はその区分を明確にすることが難しい場合もあった。学者間でも見解が分かれており、海軍は海相が12条の輔弼者で11条にも責任を有するという考え方であったが、陸軍は参謀総長が11条の輔弼者で12条にも責任を有するという立場であった。寺島は答弁書の起草委員に選ばれ、陸軍の杉山元（陸軍省軍事課長）と起案にあたるが、その際寺島は財部彪海相の命で井上良馨、東郷平八郎両元帥の意向を確認している。東郷は財部海相の12条の輔弼者は海相であるとの考えに賛成し、井上はそもそも西郷従道海相が文官として兵力量を決定し、軍令部の意向が容れられなかったことが原因で軍部大臣は武官へと制度変更がなされた点を指摘し、将来的に文官大臣が誕生した場合の輔弼について懸念を示した。結局鈴木貫太郎海軍軍令部長、加藤寛治横須賀鎮守府司令長官らを交えた協議、さらに陸軍との協議で「憲法第12条の大権の憲法上の輔弼の責任は陸海軍大臣にあり、但し兵力に関しては参謀総長及び軍令部長は天皇を輔翼す」との答弁書が決定された。
教育局長
1930年（昭和5年）6月、教育局長に就任する。この職位は海軍の教育訓練の責任者である。寺島は在任中にファッショ的傾向が見られるようになった青年士官の教育改善や、兵学校でのダルトン・プラン教育から従前の手法への復帰を図っている。そのほか海軍練習航空隊教育要綱の制定、トルコ海軍からの留学生受け入れが実現した。

#### 軍令部編成の改定

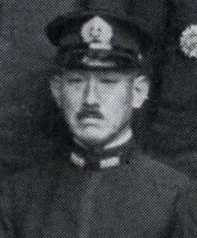
軍令部第二課長時代から軍令部の権限拡大を目指した高橋三吉。寺島にとって高橋は兵学校時代の最上級生で、ともに「敷島」乗組みとして日本海海戦を戦った戦友でもあった。高橋はのちに藤田尚徳と語らい、米内光政を現役に残すため、自ら予備役編入を申し出る。

1932年（昭和7年）5月、寺島は教育局長兼軍務局長として海軍軍政の中枢を預かることとなった（6月より軍務局長専任）。寺島の軍務局長時代は五・一五事件の処理が行われたほか軍令部から海軍省に対し軍令部条令及び省部互渉規定改定案の商議がなされる。この商議は唐突なものではなく、軍令部の権限拡大を目指した動きは、加藤友三郎、村上格一の海相在任時からみられる。しかし島村速雄部長、佐藤鉄太郎次長時代、山下源太郎部長、加藤寛治次長、堀内三郎次長時代の試みは実現していなかった。なお軍令部の権限拡大を要求した理由に軍部大臣に文官が就任した場合への懸念があった。昭和期になると1930年（昭和5年）のロンドン海軍軍縮会議に際して統帥権干犯問題が起き、軍令部は憲法11条、12条につき陸軍と同様の公式見解をまとめ、内閣法制局の11条解釈「統帥権に付ては国務大臣は輔弼の責に任ぜず 但し・・・其の国務に関する範囲に於ては 国務大臣は之に参画し輔弼の責に任ず」に対し、但し書き以下の削除を求めた。海軍省は反対し、日本は国家として結論を出せないままであった。海軍は軍事参議官会議で、兵力量は海相と軍令部長の「意見の一致しあるべきものとす」と決議する。ロンドン会議後の人事面では東郷の推薦で、軍令部寄りの考えを持っていた伏見宮博恭王が軍事参議官会議の決議を得て海軍軍令部長に就任する。前任の海軍軍令部長谷口尚真はロンドン会議後に辞任した加藤寛治の後任者で、退任に抵抗を示している。
こうして皇族をトップとした軍令部はまず戦時大本営編成、戦時大本営勤務令の改定に成功する。これは参謀本部に比べて小さかった軍令部の戦時における権限を拡大したもので、松田千秋が軍令部側の主務者である。しかしこの改定は平時には影響せず限定的なものであった。引き続き軍令部は岡田為次を主務者とする改定案を作成し、軍令部編成の強化を図った。寺島軍務局長ら海軍省側は抵抗したが、高橋三吉次長と岡田海相の会談は喧嘩別れに近い状態で、岡田の「見たという印」のサインをもって海軍軍令部長の権限で発令された。海軍省は増員された定員に配員を行わずに抵抗を続けたが、高橋や伏見宮は阿武清人事局長に談じ込み、新設の軍令部第四班長へ配員が実施された。

#### 軍令部条例及び省部互渉規定改定
1933年（昭和8年）1月、伏見宮海軍軍令部長、大角岑生海相、閑院宮参謀総長、荒木貞夫陸相の四者は「兵力量の決定に就て」という名の文書に署名を行う。この文書には兵力量は「参謀総長、軍令部長が立案する」と記され、加藤寛治から枢密顧問官金子堅太郎にも送付されている。この内容は上述した憲法12条に対する海軍の従来の考え方を覆し、参謀本部と同様の立場に立つものである。同年3月、軍令部は海軍省に軍令部条令及び省部互渉規定改定を提案した。当時の省部主要幹部は以下のとおりで、海軍省の寺島、井上は条約派、軍令部の伏見宮、高橋、南雲は艦隊派に分類される。
海軍省
- 大臣 大角岑生 （海兵24期）
- 次官 藤田尚徳 （海兵29期）
- 軍務局長 寺島健（海兵31期）
- 第一課長 井上成美 （海兵37期）

軍令部
- 軍令部長 伏見宮博恭王（海兵18期相当[49]）
- 次長 高橋三吉 （海兵29期）
- 第一班長 嶋田繁太郎 （海兵32期）
- 第二課長 南雲忠一（海兵36期）

改定案は多岐にわたるが、重要な点は海軍軍令部長の「国防用兵に関することを参画し親裁の後之を海軍大臣に移す」との規定を「国防用兵の計画を掌り用兵の事を伝達す」に変更、また「用兵」の範囲は省部互渉規定で定めることとし、その互渉規定でも海軍省から軍令部に権限を移すことにあった。なおこの提案は軍令部に起案権すらないものである。改定案は軍務局員河野千万城に持ち込まれ、上司の第一課長井上成美が自ら処理にあたり、南雲忠一との交渉で改定案を認めなかった。この井上の態度は寺島、藤田両人の了解の上である。井上の反対理由は大きく3点に分かれており、クラス会限りとして著した「思い出の記」から引用する。
この第三項は、井上特有のものではなく、海軍内に基本的に存在していた考え方であった。6月、交渉は寺島と嶋田に移るが、寺島は強硬な態度で反対し、改定項目の二、三に同意したのみで、残り全項目を拒否した。なお寺島の言によれば、伏見宮に対し「制度は間違いのない責任体制を持たねばならぬ」と述べ、伏見宮の不興を買っている。事態は膠着し、交渉は藤田次官と高橋次長、大角海相と高橋部長代理に段階を移しても解決には至らず、最後は7月の大角海相と伏見宮海軍軍令部長の会談で基本的に妥結している。こうして海軍の伝統であった海軍省の軍令部に対する優位は崩れた。この妥結に対し海相経験者の斎藤実首相、海軍軍令部長経験者の鈴木貫太郎侍従長は不満を表明した。大角海相の上奏を受けた昭和天皇は海軍省の所掌事項への軍令部の過度の介入を懸念し、大角からその回避ができるかを書類で提出させている。
| 同期生の長谷川清は寺島の離現役について「物事は全体をよく見極めることが大切であって、改革は当面の仕事に対する便宜だけで決定すべきではない。人事も同様である」と語った。 |  | 同じく同期生で寺島の後任の練習艦隊司令官となった松下元は、その栄転を喜ばず「クラスの逸材寺島が急に罷免されたことについて、何だか普通でないものを感じます」と語った。 |
| 同期生の長谷川清は寺島の離現役について「物事は全体をよく見極めることが大切であって、改革は当面の仕事に対する便宜だけで決定すべきではない。人事も同様である」と語った。 |  | 同じく同期生で寺島の後任の練習艦隊司令官となった松下元は、その栄転を喜ばず「クラスの逸材寺島が急に罷免されたことについて、何だか普通でないものを感じます」と語った。 |

寺島はこの妥結後に原田熊雄に対し、加藤寛治、金子堅太郎、大角、伏見宮の動きなどの裏面事情を語り、改定を食い止めようとした旨を語っている。しかし寺島は最後まで抵抗を続けた井上の説得を図ってもいる。寺島の言葉は「今度ある事情により、この軍令部最終案により改正を実行しなければならないことになった。こんなバカな軍令部案によって制度改正をやったという非難は局長自ら受けるから、枉げてこの案に同意してくれないか」というものであった。井上は直属上司たる寺島の言葉にも妥協しなかった。
9月、寺島は練習艦隊司令官に転出した。この職位は海軍兵学校などを卒業した少尉候補生の実務訓練にあたる顕職である。しかし翌月に軍令部出仕を命じられ、翌年3月、52歳で予備役に編入された。この際寺島は「男子由来尚潔清 毀誉褒貶任人評 請見猛夏殷雷後 霽月光風天地清」という漢詩を残した。寺島に関する人事は満州事変に際し、日米戦争を招く危険を考慮して陸軍の動きに反対した谷口尚真、ロンドン会議において軍縮条約賛成派であった山梨勝之進、左近司政三、堀悌吉ら条約派将官の予備役編入と同じ動きであり、いわゆる大角人事の一環である。寺島の離現役は国会でも問題になり、一連の人事に不審を抱いた中澤佑は、山梨勝之進に事情を聴いている。山梨は大角海相に対する伏見宮と東郷平八郎の圧力を挙げ、「東郷さんの晩節のために惜しむ」と語った。

### 実業家・政治家
この年の11月、 山下亀三郎の意向で浦賀ドック社長に迎えられた。就任に際し寺島は伏見宮に挨拶を行っている。浦賀ドックは造船を主たる業務とする会社で、寺島社長の7年間で駆逐艦、青函連絡船など62隻を建造した。また20ミリ機銃製造を行うため富岡兵器製作所を創設した。同社は大日本兵器に発展し、寺島は社長を兼務している。この20ミリ機銃は零式艦上戦闘機にも搭載され、威力を発揮した。なお永野修身海相による米内光政への次期海相就任の打診を行ってもいる。1941年（昭和16年）10月7日、東條英機を首班とする東條内閣が成立する。東條は前海相の及川古志郎に逓信大臣と鉄道大臣を兼任する人物の推挙を求め、海軍は寺島を推薦した。寺島は東條と面会した際、避戦派といわれた自分は不適任という趣旨を述べたが、東條の説得を受けた。寺島は山下亀三郎の了解のうえで就任を受諾する。鉄道大臣はこの年の12月まで、逓信大臣は1943年（昭和18年）10月まで在任している。逓信大臣からの離任は鉄道省、逓信省の合併による運輸通信省発足に伴うものである。戦後は連合国のA級戦犯指名により逮捕されたが起訴はされず、1948年（昭和23年）に釈放された。この間公職追放となり、1952年（昭和27年）講和発効とともに追放解除となった。

## 年譜
- 1882年（明治15年）9月23日 - 生

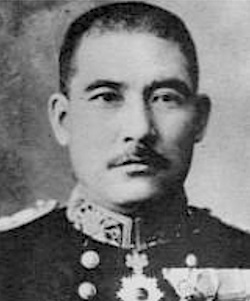
寺島の憧れの先輩であった野村吉三郎

- 1900年（明治33年）12月17日 - 海軍兵学校入校
- 1903年（明治36年）12月14日 - 海軍兵学校卒業 海軍少尉候補生、「厳島」乗組
- 1904年（明治37年）1月4日 - 「敷島」乗組
  - 8月12日- 「三笠」乗組
  - 9月10日 - 海軍少尉、「敷島」乗組
- 1905年（明治38年）8月5日 - 海軍中尉、「弥生」（横須賀海軍工廠）艤装委員
  - 9月1日 - 「弥生」乗組
  - 12月29日 - 「鹿島」回航委員として英出張
- 1906年（明治39年）1月15日 - 「鹿島」乗組
  - 8月4日 - 帰着
  - 12月10日 - 「三日月」乗組
- 1907年（明治40年）- 9月28日「豊橋」分隊長心得
  - 10月28日 - 第二潜水艇隊艇長心得
- 1908年（明治41年）9月25日 - 海軍大尉、第二潜水艇隊艇長
  - 12月23日 - 第三潜水艇隊艇長兼横須賀海軍工廠艤装員
- 1909年（明治42年）- 第二潜水艇隊附
  - 7月30日 - 「吾妻」分隊長
  - 12月1日 - 海軍大学校乙種学生
- 1910年（明治43年）5月23日 - 海軍大学校専修学生
  - 12月1日 - 「対馬」航海長
- 1911年（明治44年）5月22日 - 第三艦隊参謀
- 1912年（明治45年）6月14日 - 「千歳」航海長
  - （大正元年）12月1日 - 海軍大学校甲種第12期学生
- 1913年（大正2年）12月1日 - 海軍少佐
- 1914年（大正3年）5月27日 - 海軍大学校卒業、軍令部参謀
- 1916年（大正5年）2月10日 - 仏駐在
  - 8月1日 – 兼在仏日本大使館附海軍駐在武官附補佐官
- 1918年（大正7年）3月12日 - 命帰朝
  - 6月3日 - 「平戸」副長
  - 12月1日 - 海軍中佐、軍令部参謀
- 1920年（大正9年）12月1日 - 第三艦隊参謀（皇太子の欧州訪問に随行）
- 1921年（大正10年）12月1日 - 海軍大学校教官
- 1922年（大正11年）12月1日 - 海軍大佐、在仏日本大使館附海軍駐在武官兼造船造兵監督官
- 1923年（大正12年）3月1日 - ヴェルサイユ平和条約実施委員
- 1924年（大正13年）10月25日 - 命帰朝
  - 12月25日 - 海軍省副官
- 1927年（昭和2年）3月1日 - 「山城」艦長
  - 12月1日 - 海軍少将、第二艦隊参謀長
- 1928年（昭和3年）12月10日 - 第一艦隊参謀長兼連合艦隊参謀長
- 1929年（昭和4年）11月30日 - 海軍省出仕兼軍令部出仕
- 1930年（昭和5年）1月15日 - 兼艦政本部出仕
  - 6月10日[* 15] - 教育局長
- 1932年（昭和7年）5月12日 – 兼軍務局長[78]
  - 6月16日 - 免教育局長
  - 12月1日 - 海軍中将
- 1933年（昭和8年）9月15日 - 練習艦隊司令官
  - 10月3日 - 軍令部出仕
- 1934年（昭和9年）3月26日 - 待命
  - 3月31日 - 予備役編入
  - 11月14日 - 浦賀ドック社長
- 1938年（昭和13年）7月1日 - 大日本兵器社長

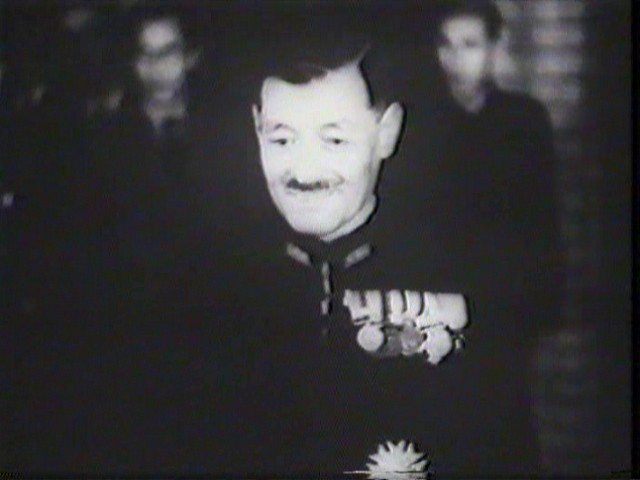
初閣議に臨む寺島

- 1941年（昭和16年）5月10日 - 名古屋造船社長
  - 10月18日 - 逓信大臣兼鉄道大臣
  - 12月2日 - 免鉄道大臣
- 1943年（昭和18年）10月8日 - 勅選貴族院議員[79]
  - 10月10日 - 逓信大臣辞任
- 1945年（昭和20年）9月11日 – 連合国戦争犯罪人逮捕者指名
  - 12月3日 - 貴族院議員辞任[80]
- 1948年（昭和23年）12月24日 - 釈放
- 1951年（昭和26年）9月 - 浦賀ドック顧問、日平産業相談役
- 1952年（昭和27年）11月 – 水交会顧問
- 1956年（昭和31年）10月10日 - 日本郷友連盟協力顧問
- 1972年（昭和47年）10月30日 - 没 墓所は青山霊園。

## 栄典
- 1904年（明治37年）10月10日 - 正八位[81]
- 1940年（昭和15年）8月15日 - 紀元二千六百年祝典記念章[82]
- 1972年（昭和47年）10月30日 - 従三位勲一等